# Pinelema qingfengensis
Espèce
Pinelema qingfengensis est une espèce d'araignées aranéomorphes de la famille des Telemidae.

## Distribution
Cette espèce est endémique du Guangxi en Chine,. Elle se rencontre dans la grotte Qingfeng dans le xian de Tiandeng à Chongzuo.

## Description
Le mâle holotype mesure 1,72 mm et la femelle paratype 1,72 mm.

## Étymologie
Son nom d'espèce, composé de qingfeng et du suffixe latin -ensis, « qui vit dans, qui habite », lui a été donné en référence au lieu de sa découverte, la grotte Qingfeng.

## Publication originale
- Song, Zhao, Luo & Li, 2017 : Three new species of Pinelema from caves in Guangxi, China (Araneae, Telemidae). ZooKeys, no 692, p. 83-101 (texte intégral).